# Brusson
Brusson é uma comuna italiana da região do Vale de Aosta com cerca de 892 habitantes. Estende-se por uma área de 55 km², tendo uma densidade populacional de 16 hab/km². Faz fronteira com Ayas, Challand-Saint-Anselme, Emarèse, Gaby, Gressoney-Saint-Jean, Issime, Saint-Vincent.

## Demografia
| Variação demográfica do município entre 1861 e 2011                               |
|                                                                                   |
| Fonte: Istituto Nazionale di Statistica (ISTAT) - Elaboração gráfica da Wikipedia |